# Hoehnea
Hoehnea — рід багаторічних трав, що населяють південь Бразилії і Парагвай; ростуть на заболочених землях.

## Біоморфологічна характеристика
Стебла слабкі, міжвузля витягнуті, сильно 4-кутні з війчастими кутами. Листки дрібні, яйцювато-дельтоподібні, цілісні або слабозубчасті, війчасті, ± сидячі. Суцвіття 1–3-квіткових сидячих щитків у пазухах приквіток. Чашечка слабо 2-губа, 5-лопатева (3/2), частки вузькотрикутні, вигнуті та злегка розпростерті, передня губа часто трохи коротша, трубка циліндрична, 5-кутова, гола. Віночок від насичено-рожевого до бузкового або білого забарвлення, 2-губий, 5-лопатевий (2/3), задня губа коротша за передню, плоска, від дволопатевої до виїмчастої, серединна передня частка набагато довша за бічні, трубка циліндрична знизу, розширена зверху. Тичинок 2. Горішки яйцеподібні, коричневі, гладкі, не клейкі при змочуванні.

## Види
Рід містить 4 види: 
1. Hoehnea epilobioides (Epling) Epling
2. Hoehnea minima (J.A.Schmidt) Epling
3. Hoehnea parvula (Epling) Epling
4. Hoehnea scutellarioides (Benth.) Epling